# Enneperjeva ploskev
Enneperjeva ploskev (tudi Enneperjeva minimalna ploskev) je v diferencialni geometriji in algebrski geometriji ploskev, ki jo lahko opišemo parametrično z enačbami
{\displaystyle x=u(1-u^{2}/3+v^{2})/3,\ }
{\displaystyle y=-v(1-v^{2}/3+u^{2})/3,\ }
{\displaystyle z=(u^{2}-v^{2})/3.\ }
Ploskev je leta 1863 prvi vpeljal nemški matematik Alfred Enneper (1830 – 1885) v povezavi z minimalnimi ploskvami.
Zgornja enačba zadošča polinomu devete stopnje z obliko
{\displaystyle 64z^{9}-128z^{7}+64z^{5}-702x^{2}y^{2}z^{3}-18x^{2}y^{2}z+144(y^{2}z^{6}-x^{2}z^{6})\ }
{\displaystyle {}+162(y^{4}z^{2}-x^{4}z^{2})+27(y^{6}-x^{6})+9(x^{4}z+y^{4}z)+48(x^{2}z^{3}+y^{2}z^{3})\ }
{\displaystyle {}-432(x^{2}z^{5}+y^{2}z^{5})+81(x^{4}y^{2}-x^{2}y^{4})+240(y^{2}z^{4}-x^{2}z^{4})-135(x^{4}z^{3}+y^{4}z^{3})=0.\ }
Enneperjeva ploskev spada med minimalne ploskve. 
Njen jakobian (J) in Gaussova (K) ter srednja ukrivljenost (H) so
{\displaystyle J=(1+u^{2}+v^{2})^{4}/81,\ }
{\displaystyle K=-(4/9)/J,\ }
{\displaystyle H=0.\ }